# Trofeo de Guecho de fútbol femenino
El trofeo de fútbol femenino de Getxο es un torneo de verano creado por el Bizkerre CF.
Este torneo se inauguró en 2007 y por él han pasado los equipos más ilustres del fútbol femenino español.

## Palmarés del torneo
| Año  | Campeón            |     | Subcampeón         |
| ---- | ------------------ | --- | ------------------ |
| 2007 | FC Barcelona       | 3-2 | Real Sociedad      |
| 2008 | Oviedo Moderno     | 1-0 | FC Barcelona       |
| 2009 | Rayo Vallecano     | 1-0 | Athletic Club      |
| 2010 | Rayo Vallecano     | 2-0 | Levante UD         |
| 2011 | Atlético de Madrid | 1-0 | Athletic Club      |
| 2012 | FC Barcelona       | 4-0 | Levante UD         |
| 2013 | FC Barcelona       | 1-0 | Athletic Club      |
| 2014 | Athletic Club      | 1-1 | FC Barcelona       |
| 2015 | FC Barcelona       | 1-0 | Valencia           |
| 2016 | Oviedo Moderno     | 1-0 | ASJ Soyaux         |
| 2017 | Athletic Club      | 1-0 | Atlético de Madrid |
| 2018 | Valencia           | 5-1 | Eibar              |
| 2019 | Bizkerre           | 2-1 | Añorga KKE         |

## Campeones
| FC Barcelona                              | 4 trofeos | 2007, 2012, 2013, 2015 |
| Rayo Vallecano                            | 2 trofeos | 2009 y 2010            |
| Club de Fútbol Oviedo Moderno Universidad | 2 trofeos | 2008, 2016             |
| Athletic Club                             | 2 trofeos | 2014, 2017             |
| Atlético de Madrid                        | 1 trofeo  | 2011                   |
| Valencia                                  | 1 trofeo  | 2018                   |
| Bizkerre CF                               | 1 trofeo  | 2019                   |